# O Incrível Hulk (filme)
The Incredible Hulk (Br/Prt: O Incrível Hulk) é um filme estadunidense de super-herói de 2008 baseado no personagem Hulk da Marvel Comics, produzido pela Marvel Studios e distribuído pela Universal Pictures. É o segundo filme do Universo Cinematográfico Marvel. O filme foi dirigido por Louis Leterrier, com um roteiro de Zak Penn. É estrelado por Edward Norton. No filme, Bruce Banner se tornou o Hulk como um peão involuntário em um esquema militar para revigorar o programa supersoldado através da radiação gama. Em fuga, ele tenta se curar do Hulk antes de ser capturado pelo general Thaddeus E. "Thunderbolt" Ross, mas seus piores medos são percebidos quando o soldado Emil Blonsky se torna uma criatura similar, mas mais bestial.
O desenvolvimento do filme começou em 2006. Leterrier, que havia manifestado interesse em dirigir Homem de Ferro, foi trazido para dirigir e Penn começou a trabalhar em um roteiro que seria muito mais próximo dos quadrinhos e da série de televisão de 1978. Em abril de 2007, Norton foi contratado para interpretar Banner e para reescrever o roteiro de Penn, a fim de se distanciar do filme de 2003, Hulk, de Ang Lee, e estabelecer a sua própria identidade como um reboot, embora ele não foi creditado pela sua escrita. As filmagens aconteceram principalmente em Toronto, Ontário, além de filmagens em Nova Iorque e no Rio de Janeiro, de julho a novembro de 2007. Mais de 700 efeitos visuais tiros foram criados em pós-produção usando uma combinação de captura de movimento e imagens geradas por computador para completar o filme
O Incrível Hulk estreou em 8 de junho de 2008, no Anfiteatro Gibson em Universal City, na Califórnia, e foi lançado nos cinemas em 13 de junho de 2008, recebendo críticas geralmente favoráveis pelos críticos após o lançamento. Elogios dos críticos foram principalmente para as sequências de ação e a representação da personagem principal. O filme arrecadou mais de US$ 263 milhões em todo o mundo. Norton foi definido para reprisar o papel de Banner em Marvel's The Avengers e qualquer outro filme do UCM com o personagem, mas ele foi substituído por Mark Ruffalo, que assinou um contrato para interpretar o personagem em todas as possíveis sequências.

## Enredo
Na Universidade de Culver, Virgínia, o General Thaddeus "Thunderbolt" Ross se reúne com o Dr. Bruce Banner, namorado de sua filha, a Dra. Betty Ross, para realizar uma experiência que pretende fazer os seres humanos imunes à radiação gama. A experiência faz parte de um programa de "super soldado" da era da Segunda Guerra Mundial que Ross espera recriar. O experimento acaba sendo um fracasso, e a exposição à radiação gama faz com que Banner se transforme em um monstro verde gigante (conhecido como Hulk) por breves períodos de tempo, sempre que sua frequência cardíaca sobe acima de 200. O Hulk destrói o laboratório, fere ou mata as pessoas dentro, e Banner se torna um fugitivo do exército americano e de Ross em particular.
Cinco anos depois, Banner trabalha em uma fábrica de garrafas no Rio de Janeiro, Brasil, enquanto procura uma cura para sua condição. Na internet, ele recebe a ajuda de um colega cientista que ele conhece apenas como "Sr. Azul", e a quem ele é o "Sr. Verde". Ele também aprende técnicas de respiração meditativa para ajudar a manter o controle, e não se transformou mais nos cinco meses. Depois de Banner acidentalmente cortar o dedo na fábrica, uma gota de seu sangue cai em uma garrafa, e é eventualmente ingerido por um consumidor idoso em Milwaukee, Wisconsin, dando-lhe doença de gama. Usando os vestígios da garrafa para localizar Banner, Ross envia uma equipe especial liderada pelo capitão da Royal Marines, Emil Blonsky, para capturá-lo. Após uma briga com civis, Banner se transforma no Hulk e derrota toda a equipe de Blonsky. Depois de Ross explicar como Banner se transformou no Hulk, Blonsky concorda em ser injetado com uma pequena dose de um soro desenvolvido como parte da mesma experiência, que lhe dá maior velocidade, força, agilidade e regeneração, mas também começa a deformar seu esqueleto e alterar sua personalidade.
Banner se isola em Chiapas, México como fugitivo, e ao chegar aos EUA, retorna para a Universidade de Culver e reencontra Betty, que está namorando o psiquiatra Leonard Samson. Banner se hospeda na pizzaria de um velho amigo que o ajuda, onde aproveita as entregas para se infiltrar na Universidade e tentar coletar dados sobre seu passado, sem sucesso. Betty e seu namorado vão jantar na pizzaria e Betty avista Bruce brevemente, que se esconde. Ambos se reencontram na estrada, e Betty abriga Banner em sua casa, onde revela a ele que seus dados estavam com ela e no dia seguinte os dois vão a Universidade. Banner é atacado pelas forças de Ross e Blonsky, denunciado por Samson, fazendo com que ele se transforme novamente no Hulk. O confronto que se segue fora da universidade revela-se inútil para as forças de Ross e acabam recuando, embora Blonsky, cuja sanidade está começando a hesitar, ousadamente ataca e zomba do Hulk, que aparentemente mata Blonsky e foge com Betty. Depois de voltar a ser Banner, ele e Betty fogem e Banner contata o Sr. Azul, que os incita a encontrá-lo na cidade de Nova York. O Sr. Azul é, na verdade, o biólogo celular Dr. Samuel Sterns, que diz a Banner que ele desenvolveu um possível antídoto para sua condição. Depois de um teste bem sucedido, ele avisa a Banner que o antídoto possivelmente só poderá reverter cada transformação individual. Sterns revela que ele sintetizou as amostras de sangue de Banner, que Banner enviou do Brasil, para um grande suprimento armazenado, com a intenção de aplicar seu "potencial ilimitado" à medicina. Temendo que o poder do Hulk caia nas mãos dos militares, Banner deseja destruir o suprimento de sangue.
Enquanto isso, Blonsky é revelado como tendo sobrevivido à batalha, e está completamente curado. Ele se junta às forças de Ross para uma terceira tentativa de levar Banner em custódia. Eles tem êxito e Banner, juntamente com Betty, são levados em um helicóptero. Blonsky fica para trás e força Sterns a injetá-lo com o sangue de Banner, para obter o poder do Hulk. Sterns adverte que a combinação da fórmula do supersoldado e do sangue de Banner poderia transforma-lo em algo "Abominável", mas Blonsky insiste. A experiência transforma Blonsky em uma criatura com tamanho e força que supera a do Hulk, mas o deixa louco. Ele ataca Sterns, que recebe um pouco do sangue de Banner em um corte em sua testa, fazendo com que ele comece uma mutação também. Blonsky causa um tumulto no Harlem. Percebendo que o Hulk é o único que pode parar Blonsky, Banner convence Ross para libertá-lo. Ele salta do helicóptero de Ross e transforma depois de atingir o chão. Depois de uma longa e brutal batalha pelo Harlem, o Hulk derrota Abominável. Depois de ter um pequeno e pacífico momento com Betty, o Hulk foge de Nova York.
Um mês depois, Banner está em Bella Coola, Columbia Britânica. Em vez de tentar suprimir sua transformação, ele agora se transforma de forma controlada. Em uma cena final, Tony Stark se aproxima de Ross, que está bebendo em um bar local, e lhe informa que uma equipe está sendo formada.

## Elenco
- Edward Norton como Dr. Robert Bruce Banner / Hulk:
Um físico nuclear que, por causa da exposição à radiação gama, se transforma em um enorme monstro humanoide verde quando enfurecido ou agitado. David Duchovny foi um dos favoritos para o papel antes da escalação de Norton.[7] Gale Anne Hurd lembrou das atuações de Norton de dualidade em Primal Fear e Fight Club,[8] enquanto Kevin Feige achou Norton parecido com Bill Bixby, que interpretou Banner na série de TV.[9] Lou Ferrigno, que interpretou o Hulk com Bixby, comentou que Norton "tem um físico semelhante e uma personalidade similar". Norton era um fã do Hulk, citando as primeiras aparições nos quadrinhos, a série de TV de Bixby, e a fase de Bruce Jones nas histórias em quadrinhos, como suas representações favoritas do personagem.[10] Ele havia expressado interesse no papel no filme de 2003. Ele inicialmente recusou o papel, já que ele sentia que o filme de Ang Lee "se afastou muito de uma história que era familiar para as pessoas, [...] que é uma história fugitiva". Quando ele conheceu Leterrier, ele gostou de sua visão, e acreditava que a Marvel estava olhando para ele para orientar o projeto. Assim, Norton reescreveu o roteiro.[11] "O roteiro de Edward deu à gravidade da história real de Bruce", disse Leterrier. "É verdade que eu não sou o diretor mais adulto, mas só porque estamos fazendo um filme de super-herói, ele não tem que atrair apenas garotos de 13 anos. Edward e eu vemos super-heróis como os novos Deuses gregos".[12]
  - Lou Ferrigno fornece desempenho vocal como o Hulk. Durante a New York Comic Con de 2008, Leterrier ofereceu publicamente a Ferrigno a chance de dublar o Hulk no filme.[13] Isso marca a terceira vez que Ferrigno retratou o Hulk, tendo também dublado o personagem na série animada de 1996. Originalmente, a única palavra do Hulk era "Betty" no final do filme, que teria sido sua primeira palavra. Leterrier estava ciente de que os fãs queriam que ele falasse normalmente, e acrescentou "deixe-me sozinho" e "Hulk esmaga!." A última frase recebeu elogios durante uma exibição que ele participou.[14] Ferrigno também tem uma aparição no filme como um guarda de segurança que é subornado por Banner com uma pizza.[15]
- Liv Tyler como Doutora Elizabeth "Betty" Ross:
Uma bióloga celular e namorada de Bruce, de quem ele é separado como resultado de sua condição. Tyler foi atraída pela história de amor no roteiro, e era uma fã da série de TV, por causa da "humanidade e do que [Banner] está passando".[10] Ela foi chamada para o papel enquanto dirigia para sua casa, e ela aceitou o papel depois de um dia sem ler o roteiro.[16] Tyler e Norton passaram horas conversando sobre a vida de Bruce e Betty antes dele se tornar o Hulk.[17] Ela disse que filmar o papel "foi muito físico, o que foi divertido",[18] e comparou seu desempenho com "um cervo pego nos faróis", por causa do choque de Betty com o retorno inesperado de Bruce em sua vida.[17]
- Tim Roth como Emil Blonsky / Abominável:
Um oficial russo criado no Reino Unido do Comando dos Fuzileiros Navais Reais emprestado ao General Ross que, desejando o poder do Hulk, é injetado com vários soros para se transformar em um monstro mais poderoso do que o próprio Hulk. Roth disse que aceitou o papel para agradar a seus filhos que são fãs de historias em quadrinhos. Quando adolescente, Roth era um fã da série de TV dos anos de 1970, e ele também achou as ideias de Leterrier "muito sombrias e muito interessantes". Foi Roth quem sugeriu Blonsky ser um soldado, considerando que nos quadrinhos ele era um ex-agente da KGB.[19] Leterrier era um fã do trabalho de Roth.[20] Antes de ser escalado para Punisher: War Zone, Ray Stevenson estava em negociações para o papel.[21] Roth se preparou para o papel aprendendo a disparar armas e invadir salas com dois especialistas.[19] Roth achou difícil filmar as cenas de perseguições.[17] Ele sobretudo achou difícil correr enquanto era puxado por um arnês, que foi usado para mostrar as habilidades de Blonsky após ser injetado.[22] Cyril Raffaelli realizou algumas das acrobacias de Roth.[8] Roth gostou da captura de movimento, o que o fez lembrar do teatro de vanguarda, e ele contratou seu treinador de Planet of the Apes (2001) para ajudá-lo na interpretação do movimento do monstro.[17]
- William Hurt como General Thaddeus "Thunderbolt" Ross:
O pai arrogante de Betty, que tem se dedicado a capturar o Hulk. Leterrier escolheu Hurt porque "Ross é mais físico, mais explosivo neste filme, e nenhum ator vai de zero a 100 assim como William".[12] Ele comparou Ross com o Capitão Ahab.[20] O Hulk é o super-herói favorito de Hurt, e seu filho também é um grande fã do personagem. Hurt achou a produção muito diferente da típica "ansiedade pura" de um filme de estúdio, achando a mais semelhante a um filme independente.[23] Ele descreveu Ross como "humilhado pela consciência do Hulk: mesmo que ele é um patriota e um guerreiro por seu país, ele está se sacrificando muito para esse propósito, mas à custa, as vezes, da sua humanidade – que ele ocasionalmente recupera".[24] Em junho de 2015, enquanto comentava sobre sua reprise como Ross em Captain America: Civil War, Hurt disse: "Amei interpretar Ross [em The Incredible Hulk], pois pude tentar e criar um ego maior do que o monstro que ele estava perseguindo. E tão deformado quanto".[25]
- Tim Blake Nelson como Dr. Samuel Sterns / Sr. Azul: O biólogo celular que desenvolve um possível antídoto para a condição de Banner. Perto do final do filme, Sterns é exposto a uma substância que começa a sua transformação no Líder. Nelson está "contratado" para reprisar o papel.[26]
- Ty Burrell como Dr. Leonard Samson:
O psiquiatra em um relacionamento com Betty durante a ausência de Bruce. Burrell tinha atuado com o Norton no off-Broadway na peça Burn This, em 2003, e quando Leterrier o conheceu, ele reconheceu Burrell como o "babaca" do remake de Dawn of the Dead,[27] que foi como Samson foi caracterizado no roteiro antes que Norton o reescrevesse.[28]
- Christina Cabot como Kathleen Sparr: Uma major que é assessora pessoal de Thaddeus Ross.[29]

Robert Downey, Jr. tem uma aparição sem créditos como Tony Stark / Homem de Ferro no final do filme. Downey apareceu como um favor a Marvel Studios, que ele reconheceu como uma jogada inteligente por parte da Marvel, porque quando ele estava promovendo seu filme, ele também teria de mencionar a sua outra produção. Co-criador do Hulk, Stan Lee fez uma aparição como um homem que fica doente quando bebe o refrigerante envenenado pelo sangue de Banner. Michael K. Williams aparece como um espectador do Harlem, um papel que foi escrito para ele por Norton, que é um fã de The Wire. Paul Soles, que dublou Banner no desenho animado The Marvel Super Heroes, de 1966, aparece como Stanley, um bondoso dono de uma pizzaria e amigo de Banner. Além disso, o falecido Bill Bixby aparece, quando uma cena com Bixby na sitcom de drama e comédia The Courtship of Eddie's Father passa em uma televisão que Banner está assistindo no início do filme. Christina Cabot interpreta Kathleen Sparr, uma oficial do exército dos Estados Unidos e assistente do General Ross. Débora Nascimento faz uma breve aparição como Martina, colega de trabalho de Banner em uma fábrica de bebidas. Rickson Gracie tem um pequeno papel como o instrutor de artes marciais de Bruce Banner, apesar de Gracie ser praticante de jiu-jitsu brasileiro, ele é creditado como um instrutor de Aikido. Peter Mensah desempenha um pequeno papel como General Joe Gellar, um dos amigos/associados militares do General Ross. Martin Starr interpreta um estudante universitário, creditado como "Nerd do computador". Este personagem foi retroativamente revelado como Roger Harrington, o papel de Starr nos filmes Spider-Man: Homecoming (2017), Spider-Man: Far From Home (2019) e Spider-Man: No Way Home (2021), conforme confirmado em maio de 2019 por Feige.

## Produção

### Desenvolvimento
Na época do lançamento de Hulk de Ang Lee, o roteirista James Schamus estava planejando uma continuação, com o Hulk Cinza. Ele também considerava o Líder e o Abominável como vilões. O produtor Avi Arad queria o Abominável porque ele seria uma ameaça real para o Hulk, ao contrário do General Ross. Durante as filmagens de Hulk, Arad pensou em uma data de lançamento para maio de 2005. Em 18 de janeiro de 2006, Arad confirmou que a Marvel Studios estaria fornecendo o dinheiro para o orçamento de produção de O Incrível Hulk, com a Universal Pictures distribuindo, porque a Universal não cumpriu o prazo para filmar uma sequência. Marvel sentiu que seria melhor desviar do estilo de Ang Lee, argumentando que seu filme era como uma história em quadrinhos one-shot de um universo paralelo, e o próximo filme do Hulk precisava ser, nas palavras do produtor Kevin Feige, "realmente o começo da franquia Hulk, da Marvel". A produtora Gale Anne Hurd também achou que o longa tinha de cumprir o que "todos esperam ver depois de ter lido os quadrinhos e visto a série de TV".

### Pré-produção

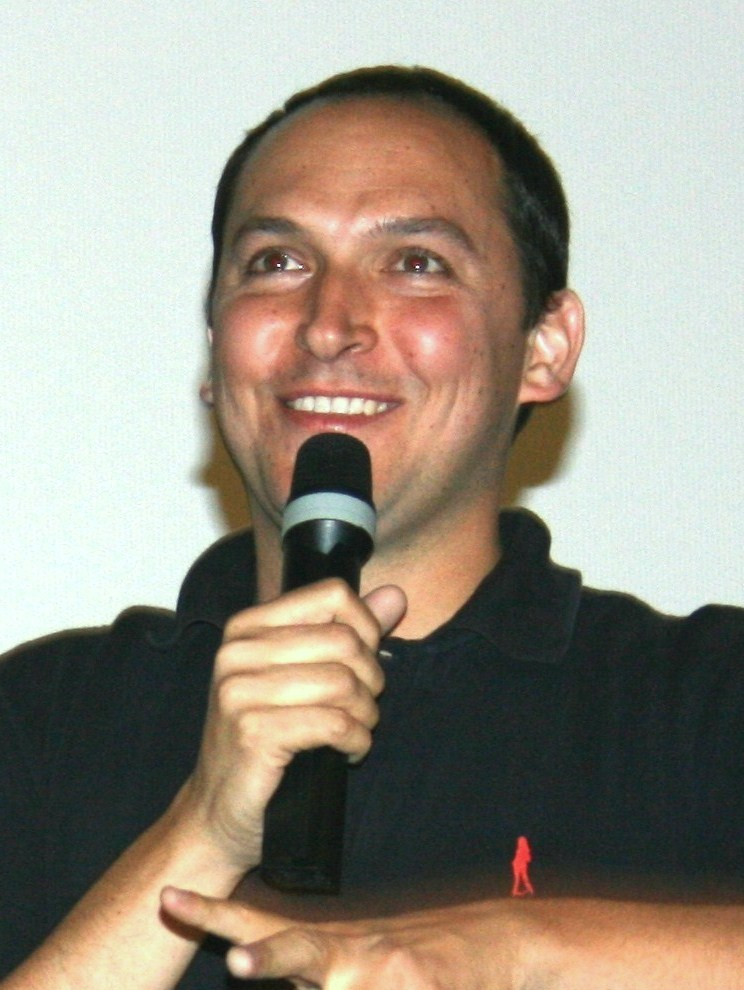
Leterrier promovendo o filme em Paris em julho de 2008.

Louis Leterrier, que apreciou a série de TV quando criança, tinha manifestado interesse em dirigir a adaptação cinematográfica de Homem de Ferro. Jon Favreau tinha assumido esse projeto, então a Marvel ofereceu-lhe o Hulk. Leterrier estava relutante porque não tinha certeza se poderia replicar o estilo do filme de Lee, mas a Marvel explicou que não era sua intenção. A inspiração principal de Leterrier foi Hulk: Cinza de Jeph Loeb e Tim Sale (uma nova versão da primeira aparição do personagem). Ele replicou todos os painéis de quadrinhos que ele fixou durante a pré-produção, a partir de muitos quadrinhos que ele leu, no filme final. Leterrier disse que planejou mostrar a luta de Bruce Banner com o monstro dentro dele, enquanto Feige acrescentou que o filme exploraria "aquele elemento de realização de desejos, de superar uma injustiça ou um valentão e bater em uma força que você não percebe muito bem que tinha em si mesmo". Arad também disse que o filme seria "muito mais de uma história de amor entre Bruce Banner e Betty Ross".
Zak Penn, que escreveu um rascunho do filme de Ang Lee em 1996, enfatizou que O Incrível Hulk seria mais totalmente semelhante à série de TV e a fase de Bruce Jones nos quadrinhos. Ele incluiu duas cenas de seu roteiro de 1996: Banner pulando de um helicóptero para provocar uma transformação, e percebendo que ele é incapaz de ter relações sexuais com Betty. Depois que o estúdio rejeitou um tratamento de outro roteirista em 2006, Penn escreveu três rascunhos antes de sair no início de 2007 para promover o seu filme The Grand. Norton, que em abril, começou discussões para interpretar Banner, e obteve o acordo que incluiu-o como um ator e um roteirista, com um esboço do roteiro que ele estava contratualmente obrigado a entregar dentro de um mês. Fez isso, e continuou a aperfeiçoar seu rascunho até a metade da fotografia principal. Em novembro de 2006, uma data de lançamento para 13 de junho de 2008 foi definida. Leterrier reconheceu que a única semelhança entre O Incrível Hulk e Hulk foi Bruce se escondendo na América do Sul, e que o filme era um reboot. Feige comentou, "não queríamos contar a história de origem novamente, porque achamos que as pessoas estavam muito familiarizadas com isso, e é por isso que não fizemos." Houve discussões anteriores para definir o primeiro ato na Tailândia.
A história de origem faz referência à versão de Ultimate Marvel do Hulk, que também o tinha criado em uma tentativa de fazer super soldados. Norton removeu Rick Jones e atenuou a presença da S.H.I.E.L.D.. Ele também adicionou a cena onde Banner tenta extrair uma cura de uma flor e seu e-mail com Samuel Sterns, que faz referência à história de Bruce Jones. Norton reescreveu cenas todos os dias. Em última análise, o Writers Guild of America decidiu creditar o roteiro apenas para Penn, argumentando que Norton não tinha mudado dramaticamente seu roteiro. A jornalista Anne Thompson explicou que "a Guild tende a favorecer o enredo, a estrutura e os personagens preexistentes em relação ao diálogo". Penn disse em 2008: "Eu não estava feliz com [Norton] vir à Comic-Con dizendo que ele escreveu o roteiro". Antes de Penn e Norton se juntarem ao projeto, um roteirista anônimo escreveu um rascunho e fez pressão para obter crédito.

### Filmagens
Leterrier teve que dirigir quatro unidades com um pé quebrado. As filmagens começaram em 9 de julho de 2007. A maior parte das filmagens ocorreram em Toronto, porque o prefeito David Miller é um fã do Hulk e prometeu ser muito útil para a equipe ao fechar Yonge Street por quatro noites em setembro para filmar a luta climática do Hulk e Abominável. Apesar de bagunçar a rua com explosivos e derrubar veículos em chamas, a equipe limparia dentro de vinte minutos para que as empresas pudessem continuar como de costume todos os dias. A primeira sequência de ação foi a batalha da Universidade de Culver, que foi filmada na Universidade de Toronto e Morningside Park. Os cineastas construíram uma parede de vidro sobre uma passarela na Universidade para quando os soldados prendem Banner dentro para dispararem gás lacrimogêneo nele.  Houve também filmagens no Distrito Financeiro. Uma fábrica em Hamilton, Ontário, que devia ser demolida, era o interior da fábrica brasileira. Os andares subterrâneos do local foram usados para o centro de comando militar de Ross. A equipe também filmou parte da luta de Hulk e Blonsky em um backlot em Hamilton. Outros locais canadenses incluíram o BFC Trenton e um glaciar em Bella Coola,  Columbia Britânica. Depois, houve uma semana de filmagem em Nova York e duas semanas no Rio de Janeiro. Enquanto no Rio, a equipe filmou na Rocinha, Lapa, Floresta da Tijuca e Santa Teresa. As filmagens concluíram em novembro após oitenta e oito dias de filmagem.
O Incrível Hulk juntou-se à iniciativa Tela-Verde de Toronto, para ajudar a reduzir as emissões de carbono e os resíduos criados durante a filmagem. A produtora Gale Anne Hurd reconheceu que o Hulk, sendo verde, era uma analogia ambiental popular, e Norton era um ambientalista. Foram utilizados veículos híbridos e com baixo consumo de combustível, com diesel de baixo teor de enxofre como sua fonte de energia. O departamento de construção usou um pinho amarelo colhido de forma sustentável, localmente, em vez de lauan para os cenários, e também usou tinta com zero ou baixo teor de COV. A madeira era geralmente reciclada ou dada a organizações ambientais, e latas de tinta foram entregues para a gestão de resíduos. Além disso, usavam sacos de pano, recipientes de alimentos biodegradáveis, utensílios de cozinha de porcelana e prataria, uma caneca de aço inoxidável para cada membro da equipe de produção, um empreiteiro que removia caixotes, papel reciclado, sabão biodegradável e limpadores nos reboques e escritórios de produção. Departamento de som usou baterias recarregáveis. O Incrível Hulk se tornou o primeiro filme de grande sucesso a receber o Selo Vrde da Environmental Media Association, que é exibido durante os créditos finais.

### Pós-produção

Visual finalizado do Abominável

Leterrier citou retratos de captura de movimento de Andy Serkis de Gollum e King Kong em O Senhor dos Anéis e King Kong, respectivamente, como o padrão que ele estava buscando. Norton e Roth filmaram 2500 takes de diferentes movimentos que os monstros fariam (como os "trovões" do Hulk). A pintura facial fosforescente aplicada aos rostos dos atores e à iluminação estroboscópica ajudaria a registrar os maneirismos mais sutis no computador. Outros, incluindo Cyril Raffaelli, forneceram captura de movimento para acrobacias e lutas, depois que os atores principais fizeram vídeos de referências. Leterrier contratou Rhythm and Hues para fornecer o CGI, em vez de Industrial Light & Magic que criou os efeitos visuais para Hulk de Ang Lee. A empresa de efeitos visuais, Image Engine, passou mais de um ano trabalhando em uma cena onde o sangue irradiado de Banner cai por três andares da fábrica em uma garrafa. No geral foram criados 700 cenas de efeitos. A captura de movimento ajudou na colocação e sincronização dos movimentos, mas a animação geral do quadro-chave por Rhythm and Hues forneceu a "sutileza [e] qualidade de super-herói". Muitos dos animadores e o próprio Leterrie fizeram vídeo de referência para a luta climática.
A arte dos quadrinhos de Dale Keown do Hulk era uma inspiração para seu design. Leterrier achou que o primeiro Hulk tinha "muita gordura [e] as proporções estavam um pouco fora". Ele explicou: "O Hulk está além do perfeito, então há zero gramas de gordura, todo cinzelado, e seu músculo e força define essa criatura, então ele é como um tanque." O supervisor de efeitos visuais Kurt Williams imaginou o físico do Hulk como um linebacker ao invés de um fisuculturista. Uma altura de nove pés foi escolhida para o personagem, já que eles não queriam que ele fosse muito desumano. Para torná-lo mais expressivo, foram criados programas de computador controlando a inflação de seus músculos e a saturação da cor da pele. Williams citou flushing facial como um exemplo da cor da pele dos seres humanos sendo influenciado por suas emoções. Os animadores sentiram que o sangue verde tornaria sua pele mais escura do que mais leve, e seus tons de pele, dependendo da iluminação, se assemelhavam a uma azeitona ou mesmo a ardósia cinza. Seu modelo de animação foi concluído sem o conhecimento total da empresa de efeitos do que ele teria que fazer: ele foi definido para fazer o que eles imaginassem, caso o modelo fosse usado no filme Os Vingadores. O cabelo de comprimento médio do Hulk foi modelado na arte de Mike Deodato. Ele originalmente tinha um corte de cabelo curto, mas Leterrier decidiu que o cabelo de comprimento médio o impregnava com mais caráter. Leterrier citou Um Lobisomem Americano em Londres como a inspiração para a transformação de Banner, querendo mostrar como era doloroso para ele mudar. Como um assentimento á série de TV em live action, os olhos de Banner mudam de cor quando ele transforma. Leterrier mudou o visual do Abominável dos quadrinhos porque sentiu que o público iria questionar por que ele se parecia com um peixe ou um réptil, em vez de um "über-humano" como o Hulk. Em vez disso, sua hediondez é derivada de ser injetado várias vezes em sua pele, músculos e ossos; Criando uma criatura com uma espinha protrusão e ossos afiados que ele pode usar para esfaquear. Sua pele verde é pálida, e reflete a luz, assim ele aparece laranja por causa do fogo ao redor durante a batalha climática. Os artistas de captura de movimento, incluindo Roth, tentaram fazer o personagem se comportar menos graciosamente que o Hulk. Eles modelaram sua postura e a maneira como ele vira a cabeça em um tubarão. O personagem também compartilha as tatuagens de Roth. Uma altura de onze pés foi escolhida para o personagem. Leterrier tentou trabalhar nas orelhas pontudas do personagem, mas percebeu que o Hulk iria mordê-las (usando o exemplo de Mike Tyson quando ele lutou com Evander Holyfield), e sentiu ignorando que faria o Hulk parecer estúpido.
Leterrier tinha planejado usar maquiagem protética e animatrônica para complementar as imagens geradas por computador que foram usadas exclusivamente no filme de 2003. Os maquiadores que trabalharam em X-Men: O Confronto Final foram definidos para retratar a transformação gradual de Blonsky, coisa que Zak Penn disse que retrataria Blonsky "não [estando] acostumado a ter essas propriedades. Como ele é muito mais pesado, e nós falamos sobre como quando ele anda pela calçada, seu peso destrói a calçada e ele está tropeçando. [É tudo sobre] a humanização destes tipos de personagens de super-heróis, mostrando os efeitos que a física pode realmente ter sobre [eles]." Tom Woodruff, Jr. da Amalgamated Dynamics (que criou todos os figurinos da franquia Alien desde Alien 3) estava em negociações, e criou dois bustos do Hulk e mãos protéticas para agir como stand-ins para o personagem. Um animatrônico completo nunca foi criado porque foi decidido que complicaria a produção para montar um plano para um fantoche e, em seguida, um gráfico de computador. Um animatrônico foi usado para a "cabeça mutante" de Sterns, no entanto. A destruição foi na maioria das vezes feita praticamente. Um modelo de uma máquina de engarrafamento foi esmagado através de uma parede para quando o Hulk escapa da fábrica. Os cineastas usaram vapor e gelo seco para o gás usado para fumaçar o Hulk, e eles destruíram um Humvee real, deixando cair um peso nele quando atirando durante a batalha na Universidade de Culver. As tubulações fundiram o fogo para quando o Hulk golpeia abaixo o helicóptero gerado por computador. Quando Banner cai do helicóptero para se transformar no Hulk na luta contra o Abominável, Norton foi colocado a uma superfície mantida por uma barra que girou 90 graus enquanto a câmera foi puxada para o teto para simular a queda. Leterrier comentou brincando que fazer Norton cair essa distância, obviamente, o tornaria incapaz de agir.

### Edição
Setenta minutos de filmagens, principalmente relacionados à origem, não foram incluídos no corte final. Grande parte dessa história de fundo foi improvisada e os cineastas nunca tiveram certeza de incluí-la no corte final e consideraram lançar alguns desses clipes na internet. O editor Kyle Cooper, criador do logo da Marvel (com as páginas de folheto) e a montagem detalhando a biografia de Tony Stark em Homem de Ferro, editaram grande parte dessa filmagem nos créditos iniciais. Leterrier explicou que uma exibição teste negativa, onde flashbacks foram colocados em todo o filme e o público achou muito semelhante a Hulk, resultou em comprimir estes para o início do filme. Isso substituiu a abertura original, onde Banner chega ao Ártico para cometer suicídio. Quando a cena termina, em um instante o corpo congelado do Capitão América é parcialmente visto no gelo. Leterrier disse que não queria que essa cena fosse perdida em meio à montagem de abertura.
Norton e Leterrier disputaram com os produtores sobre o tempo de duração final: queriam que fosse cerca de 135 minutos, enquanto os produtores queriam que o filme fosse menos de duas horas. Isso foi tornado público, e os rumores espalharam que Norton "deixou claro que ele não iria cooperar com planos de publicidade se ele não estivesse satisfeito com o produto final". Norton rejeitou isso: "Nosso processo saudável [de colaboração], que é e deve ser um assunto privado, foi deturpado publicamente como uma "disputa", apreendida por pessoas que procuram uma boa história, e foi distorcida a tal ponto que ele corre o risco de se distrair do próprio filme, que a Marvel, a Universal e eu nos recusamos a deixar acontecer. Sempre tive a minha firme convicção de que os filmes devem falar por si mesmos e querer saber muito sobre como eles são feitos diminui a magia de vê-los."

### Música
A partitura do filme foi composta por Craig Armstrong, que foi o arranjador de Massive Attack, uma banda que Leterrier gostava e tinha colaborado no filme Unleashed, de 2005. Armstrong foi sua primeira escolha, o que surpreendeu a Marvel, sem saber se ele havia feito um filme de ação (ele compôs o Kiss of the Dragon, de 2001). Na sugestão de Leterrier, a trilha sonora foi lançada em um álbum de dois discos, que Armstrong pensou ser uma piada até que ele compilou o álbum e Marvel perguntou-lhe por que eles receberam apenas um disco.

## Lançamento

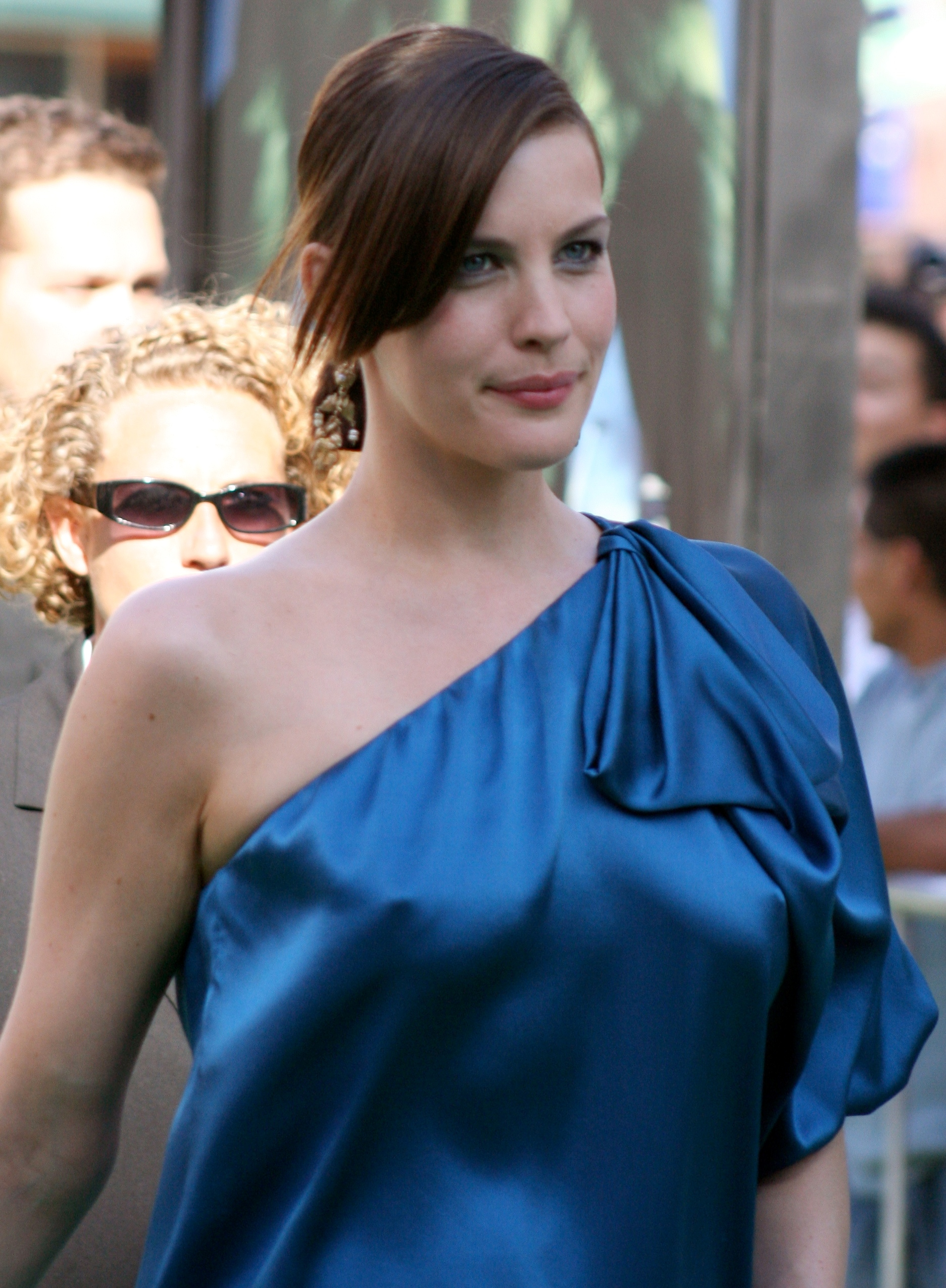
Tyler na premiere de O Incrível Hulk

O Incrível Hulk estreou em 8 de junho de 2008 no Anfiteatro Gibson em Universal City, Califórnia e foi lançado nos cinemas em 13 de junho.

### Marketing
A história do filme foi promovida como tendo um romance e um antagonista físico, e o título foi usado para trocadilhos promocionais (tais como "Incrível Gole" de slurpee da 7-Eleven, e "Incrível Pai" de presentes temáticos para o dia dos pais na Kmart). Burger King também promoveu o filme, e a General Nutrition Centers usou o Hulk como um modelo para o treinamento de força. Hasbro criou a linha de brinquedos, que lançaram em 3 de maio de 2008, enquanto Sega lançou um jogo eletrônico em 5 de junho de 2008. O filme foi promovido em um episódio de Gladiadores Americanos em 9 de junho 2008, que foi hospedado por Hulk Hogan e apresentou Lou Ferrigno.
Após a disputa de edição, Adam Fogleson da Universal e Norton planejaram um turnê promocional que evitaria entrevistas constantes da mídia e, portanto, perguntas desconfortáveis. Ele participou da estréia, participou de uma esquete no Jimmy Kimmel Live! e também promoveu o filme no Japão. No entanto, durante o lançamento do filme ele escolheu fazer trabalho de caridade na África.
Stephanie Sperber, vice-presidente da Universal Studios Partnerships, declarou: "Sabemos que o Hulk de 2003 não satisfez os fãs, e tivemos que reconhecer isso, enfatizamos a paixão que os fãs ainda têm por esse personagem e que esse é o filme que as pessoas sempre quiseram."

### Home media
O Incrível Hulk foi lançado em Blu-ray e DVD em 21 de outubro de 2008. Ele inclui featurettes dos bastidores, comentário de áudio, cenas deletadas e uma abertura alternativa. O filme foi o número um em vendas quando lançado em DVD e Blu-ray em 21 de outubro de 2008, nos Estados Unidos (tendo sido disponível no Reino Unido desde 13 de outubro). Existem edições de ecrã único com ecrã panorâmico e ecrã inteiro; uma edição especial de três discos; e um pacote de dois discos de Blu-ray. O primeiro disco contém um comentário de áudio por Leterrier e Roth, enquanto o segundo vem com extras especiais e cenas excluídas, e o terceiro com uma cópia digital do filme. A edição de Blu-ray comprime o conteúdo dos dois primeiros DVDs em um, enquanto o segundo contém a cópia digital.
O filme também foi coletado em um box set de 10 discos intitulado "Marvel Cinematic Universe: Phase One - Avengers Assemble", que inclui todos os filmes da Fase Um no Universo Cinematográfico Marvel. Foi lançado pela Walt Disney Studios Home Entertainment em 2 de abril de 2013.

## Recepção

### Bilheteria
O Incrível Hulk ganhou US$ 134,8 milhões na América do Norte, assim como US$ 128,6 milhões internacionalmente para um total mundial de US$ 263,4 milhões. O filme, mesmo que mal passou o filme de 2003, e igualou se o orçamento menor de Hulk for levado em conta, ainda é considerado bem sucedido. O analista de entretenimento David Davis disse ao The Hollywood Reporter: "O primeiro Hulk tinha expectativas tão altas depois da fusão da NBC Universal e era suposto ser o blockbuster comercial favorito de Ang Lee. Com o novo filme do Hulk, a Marvel conseguiu subestimar a importância do sucesso após o grande sucesso de Homem de Ferro neste verão. Assim, o novo entrega, relativa à sua subvalorização."

#### América do Norte
Em seu fim de semana de abertura, o filme arrecadou US$ 55,4 milhões em 3,505 cinemas nos Estados Unidos e no Canadá, ficando em primeiro lugar na bilheteria. O filme de 2003 ganhou US$ 62,2 milhões em seu fim de semana de abertura, mas caiu 70% em seu segundo fim de semana. Por comparação, O Incrível Hulk caiu 60% em seu segundo fim de semana. Após Quarteto Fantástico e o Surfista Prateado, foi a segunda maior queda de um filme lançado durante um fim de semana do Dia dos Pais. O filme superou as expectativas da indústria de uma abertura de US$ 45 milhões, após a decepcionante recepção de Hulk. Universal acreditava que o boca-a-boca contribuiria para que o filme quebrasse recorde mesmo eventualmente.

#### Fora da América do Norte
Também abriu em outros trinta e oito países, somando US$ 31 milhões à abertura total. O filme ultrapassou o filme de 2003 na Coreia do Sul, enquanto suas aberturas no México e na Rússia criaram recordes para a Universal. O filme arrecadou 24 milhões de yuans (cerca de US$ 3,4 milhões) em sua abertura chinesa em 26 de agosto, ultrapassando o total bruto de Hulk de dez milhões de yuans.

### Crítica
Rotten Tomatoes reporta que 67% dos críticos deram uma resenha positiva ao filme, baseado em uma amostra de 225 análises com uma nota média de 6,2/10. O consenso do site diz, "O Incrível Hulk pode não ser o grande sucesso que os fãs da Marvel podem esperar, mas oferece mais do que suficiente de grande ação verde para compensar sua narrativa ocasionalmente insignificante." No Metacritic, o filme tem uma pontuação de 61/100, baseado em 38 resenhas, indicando "críticas geralmente favoráveis".
Todd McCarthy, da Variety, disse que "o que parecia, em teoria, a revitalização menos necessária de um super-herói de tela grande emerge como ação de verão perfeitamente sólida em O Incrível Hulk." Ele enfatizou que a "demolição e destruição cinematográfica" é encenada de "forma eficiente e com um toque de entusiasmo," [...] Os visuais inclinam-se para o sombrio e obscuro, a edição por três—na verdade seis—mãos é veloz, e a trilha constante de Craig Armstrong é simultaneamente bombástica e útilmente suporte da ação. Os efeitos estão de acordo com as conquistas geralmente favoráveis, mas não cheios de inspiração." Rene Rodriguez do Miami Herald aplaudiu que o filme "faz um monte de coisas que o Hulk de [Ang] Lee não: É mais leve e mais rápido, é mais engraçado e abraça (em vez de ignorar) a série de 1970 que promoveu a popularidade do personagem." Mark Rahner, do The Seattle Times, escreveu que "O reboot do gigante verde da Marvel é uma melhoria em relação ao lento Hulk de 2003 do diretor Ang Lee em quase todos os sentidos – exceto que o Hulk ainda parece algo de um jogo de vídeo game, e ele ainda mal fala." Lou Lumenick, do New York Post, disse: "O que está na minha memória ... é a longa, essencialmente animada batalha climática entre o Hulk e o Abominável nas ruas e telhados do Harlem, e um confronto anterior entre a criatura do título e o Exército dos Estados Unidos, que está implantando armas de alta tecnologia, incluindo canhões de ondas sonoras. Estas são habilmente encenadas pelo diretor Louis Leterrier, que dispõe da história de fundo durante os créditos iniciais e encerra tudo em vinte e quatro minutos a menos que [Ang] Lee levou."
Por outro lado, Christy Lemire, da Associated Press, achou que "as inevitáveis comparações com Homem de Fero, o primeiro blockbuster da Marvel Studios, servem como um lembrete gritante do que este Hulk não tem: sagacidade e coração. Apesar da presença de Edward Norton, um ator capaz de ser tão profundo como Robert Downey Jr., não sentimos um sentido forte do conflito interno de Bruce Banner." Roger Ebert, do Chicago Sun-Times, afirmou: "O Incrível Hulk é sem dúvida uma versão ideal da saga Hulk para aqueles que acharam o Hulk de Ang Lee muito ousado, ou ouso dizer, muito pensativo. Mas não para mim. Ele evita os aspectos intrigantes de Hulk e gasta muito tempo, ouso dizer, com ruidosas e estúpidas sequências de ação." A. O. Scott do The New York Times opinou, "'O Adequado Hulk' teria sido um título mais adequado. Há algumas grandes lutas e alguns estilhaços brilhantes da sagacidade da cultura pop-cultural, mas na maior parte este filme parece se contentar em buscar o meio genérico." David Ansen, da Newsweek, escreveu: "Leterrier tem estilo, é bom com a ação e está ansioso para dar ao público suas batalhas de trituração óssea. Ainda assim, logo que o filme deixa o atmosférico cenário brasileiro, nada neste Hulk é aprofundado: seus prazeres de gênero familiares estão todos na superfície ... Quem rouba a cena no filme é Tim Blake Nelson, fazendo uma aparição bem-humorada no terceiro ato como o cientista não ético mas loucamente entusiasmado Samuel Sterns."
O filme foi nomeado para melhor filme de super-herói no National Movie Awards de 2008 e para Melhor Filme de Ficção Científica no Saturn Awards, mas perdeu para The Dark Knight e Homem de Ferro, respectivamente. Ficou em segundo lugar como Filme Mais Subestimado do Ano no Golden Schmoes Awards, onde também recebeu indicações de Melhor Filme de Ficção científica do Ano e Melhor Sequência de Ação do Ano (Luta final contra o Abominável).

## Futuro

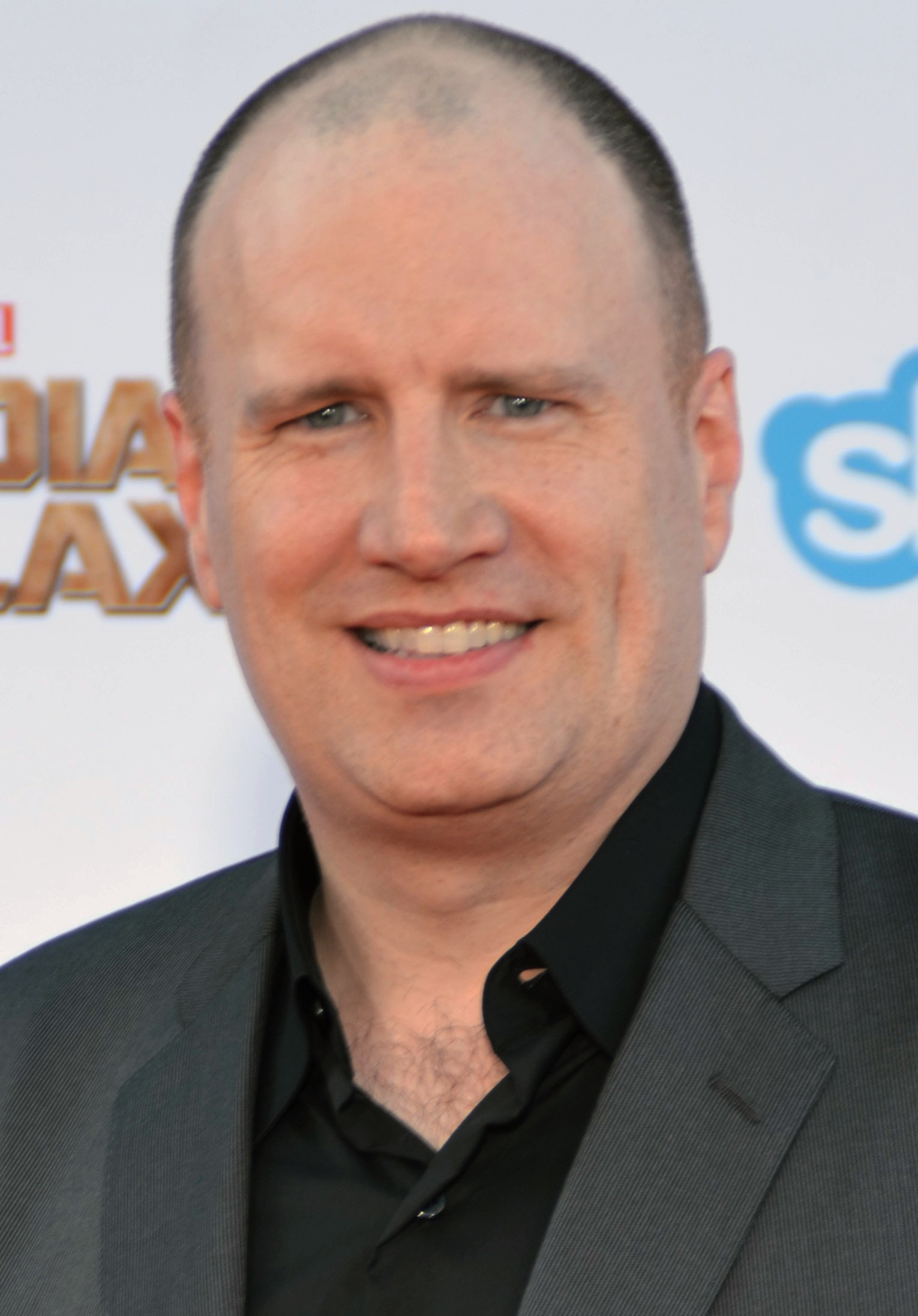
Kevin Feige em 2014

Em março de 2008, Norton comentou sobre uma possível continuação: "A coisa toda foi imaginada em várias partes." [O Incrível Hulk é] definitivamente o capítulo um." Leterrier tinha a intenção de uma cena nos créditos mostrando Blonsky, humano mais uma vez, preso e acorrentado em uma caixa. O personagem de Samuel Sterns, interpretado por Tim Blake Nelson, foi introduzido para se tornar o vilão em um possível filme futuro, onde ele se tornaria o Líder. Aaron Sims, o desenhista principal de O Incrível Hulk, também teve tempo para trabalhar em artes conceituais do Líder. Nelson assinou para reprisar o papel. Ty Burrell mostrou interesse em interpretar o super-poderoso Doc Samson fielmente aos quadrinhos. Leterrier afirmou que Norton não tinha assinado, mas em outubro de 2008, Hurd afirmou que Norton foi contratado para reprisar o papel. Após o lançamento do filme, a Universal indicou interesse em uma sequência, embora Leterrier acreditasse que uma sequência não seria feita por causa do retorno de bilheteria do filme. Em outubro de 2008, Feige disse que o filme cumpriu as expectativas da Marvel e que Hulk retornaria, mas depois de Os Vingadores. Tim Roth confirmou que a Marvel o havia assinado por mais três filmes. Leterrier, depois de ter dito anteriormente que não queria dirigir uma sequência, disse que no final de 2009 ele havia mudado de ideia e agora era responsável.
Mark Ruffalo começou seu papel como Banner / Hulk em Os Vingadores, depois que Feige decidiu não trazer Norton de volta. Em outubro de 2014, Norton afirmou que ele escolheu nunca mais interpretar o Hulk porque "queria mais diversidade" com sua carreira e não queria ser associado a apenas um personagem. Em abril de 2012, Feige confirmou ao Collider que a Marvel não tinha planos nessa altura de filmar um outro filme Hulk. Em uma sessão de perguntas e respostas, Feige e Ruffalo confirmaram que estavam em andamento discussões para produzir outro filme Hulk devido à recepção positiva do público ao desempenho de Ruffalo em Os Vingadores. Em setembro de 2012, Feige, enquanto explorando todas as possíveis opções de história para uma sequência, incluindo um filme baseado nos arcos de história "Planeta Hulk" e "Hulk Contra o Mundo", declarou, "tudo [em termos de histórias dos quadrinhos] está sobre a mesa. Se eu acho que Hulk pode ter um [outro] filme e ser tão divertido como ele estava em Vingadores? Eu certamente acredito que ele pode. Nós certamente não estamos indo tentar isso até Vingadores 2. Portanto, há bastante tempo para pensar sobre isso."
Em junho de 2014, Ruffalo disse acreditar que o estúdio poderia estar pensando em fazer um novo filme solo do Hulk, dizendo: "Acho que eles estão, pela primeira vez, se acostumando com essa ideia, mas ainda não há nada definitivo, nem mesmo um esqueleto do que poderia ser o filme. Estou olhando para o que pode vir pela frente. Obviamente, a história de Banner/Hulk não é algo simples de ser contada". Em julho, Feige afirmou que o estúdio não estava considerando uma adaptação de "Planeta Hulk", devido ao fato de ser "uma história só do Hulk, sem o Bruce Banner" e porque "60% de toda a diversão de um filme solo do Hulk seria ver Mark Ruffalo no papel principal, o que seria impossível em um filme do Planeta Hulk." No entanto, ele não descartou uma história tendo o Hulk e Banner acabando no espaço e explicou por que um filme solo do Hulk não ocorreu na Fase Dois do UCM, dizendo: "Depois do primeiro Vingadores, Homem de Ferro teve seu próprio filme, Thor teve seu próprio filme, Capitão América teve seu próprio filme e Viúva Negra esteve em The Winter Soldier. Então o único lugar que você poderia obter o Hulk entre os filmes dos Vingadores é no próximo filme dos Vingadores." Em outubro de 2014, novamente sobre um filme solo, Feige disse "Veremos. Nós adoraríamos fazer isso, nós adoraríamos achar um modo como encaixá-lo, mas agora o Hulk estará aparecendo, com seus amigos, em outros filmes [da Fase Três]."
Em abril de 2015, Ruffalo disse que a Universal, detentora dos direitos de distribuição dos filmes do Hulk, pode ser um obstáculo para a Marvel fazer outro filme do Hulk, e reiterou isso em outubro. Marvel readquiriu os direitos cinematográficos do personagem, mas Universal manteve os direitos de distribuição para O Incrível Hulk, assim como o direito de preferência para distribuir futuros filmes do Hulk. De acordo com o The Hollywood Reporter, uma possível razão pela qual a Marvel não readquiriu os direitos de distribuição de filmes do Hulk como fizeram com a Paramount Pictures para os filmes do Homem de Ferro, Thor e Capitão América é porque Universal detém os direitos de parque temático de vários personagens da Marvel que a empresa-mãe da Marvel, a Disney, quer para seus próprios parques temáticos. Em dezembro, Ruffalo afirmou que a tensão da relação entre Marvel e Universal pode ser outro obstáculo para o lançamento de um futuro filme solo do Hulk. No mês seguinte, Ruffalo indicou que a falta de um filme solo do Hulk permitiu que o personagem desempenhasse um papel mais proeminente em Thor: Ragnarok, Avengers: Infinity War e sua continuação ainda sem título, afirmando, "nós estamos trabalhando em um arco muito interessante para Banner em Thor 3, Vingadores 3 e 4, que eu acho que vai – quando tudo for somado –  parecer um filme solo do Hulk."